# 魔法少女リリカルなのは The MOVIE 2nd A's
『魔法少女リリカルなのは The MOVIE 2nd A's』（まほうしょうじょ リリカルなのは ザ ムービー セカンド エース / Magical Girl Lyrical NANOHA The MOVIE 2nd A's）は、2012年7月14日から公開されたアニメーション映画作品。『魔法少女リリカルなのはシリーズ』のアニメ映画版第2作目。キャッチコピーは「―傷つく事は怖くない。あの笑顔を、失わずにすむのなら」。

## 概要
2005年に放送されたテレビアニメ版第2期『魔法少女リリカルなのはA's』をベースにしつつ、2010年に公開された『魔法少女リリカルなのは The MOVIE 1st』の続編となるアニメ映画作品。2010年11月23日のリリカルパーティIVにて本作の製作が発表された。この時点では公開時期は2012年予定とされていた。
2011年11月30日にシリーズ公式サイトがリニューアル、2012年夏公開と発表された。原作とは一部を除いて季節が正反対の時期に公開となる。2012年2月25日に公開日が7月14日となったことが発表された。同日時点での館数は50館と前作の2.6倍となっている。
メインスタッフは前作とほぼ同様だが、本作では劇伴担当者がこれまでのシリーズ作品で担当した佐野広明から、前作でサウンドプロデューサーを務めた中條美沙に変更された。
今作の初日舞台挨拶は前作の「魔法少女リリカルなのは The MOVIE 1st」のときに初日舞台挨拶が行われた、「新宿ミラノ」、「109シネマズ川崎」、「MOVIXさいたま」に続き、1stを上映しなかった「京成ローザ（10）」でも行われた。
全国50スクリーンという小規模公開ながら、2012年7月14、15日の初日2日間の映画観客動員ランキング（興行通信社調べ）で初登場第5位を記録している。

## ストーリー
ある夜、八神はやてはトラックとの事故に遭ってしまうが、「闇の書」が起動することによって助かる。そして「守護騎士（ヴォルケンリッター）」と出会い、闇の書の主となる。はやてと触れ合う内、いつしか家族のような絆で結ばれるヴォルケンリッターであったが、闇の書の呪いによりはやての余命があとわずかであることを知った彼女達ははやてを救うため、はやてに禁じられた闇の書の蒐集を開始する。
ロストロギア「ジュエルシード」が発端となったプレシア・テスタロッサ事件から半年後、裁判が終わったフェイトとなのはの再会が果たされた。しかしその夜、ヴォルケンリッターの襲撃にあい敗北し、なのはたちはリンカーコアを闇の書に蒐集されてしまう。
この闇の書の起動によって引き起こされる数多くの痛み・悲しみを終わらせるため、そして、大切な主であるはやてを救うため、戦うヴォルケンリッター、真相を知らず彼女達と対立するなのはとフェイトら時空管理局一同。二つの思いがぶつかる中、事件は思いがけない方向へと向かう。はたして、ヴォルケンリッターははやてを救うことができるのか？そして、なのはとフェイト達は闇の書の呪いを断ち切ることができるのか？

## テレビアニメ版との主な違い
テレビアニメ版第2期『A's』をベースに制作されているが、下記のような違いがある。下記はテレビアニメ版と主に違う点。
- テレビアニメ版全13話を150分でまとめる都合上、必然的にいくつかのシーンがカットされている。
- 映画版オリジナルシーンがいくつかあり、展開も異なっている。
- 様々なデザインの違いがある（登場人物のコスチュームなど）。
- プロローグとエピローグが事件の2年後になっている[注 1]。
- ギル・グレアム、リーゼアリア、リーゼロッテ、仮面の戦士、なのはの家族などは登場しない。また、これらの人物が関与するエピソードも変更、削除されている。
- 闇の書の覚醒は、テレビアニメ版では誕生日を迎えた時、はやての部屋で突然起こり、本作でははやてとトラックが接触しそうになった時。
- 闇の書の意志（リインフォース）の登場は、テレビアニメ版では終盤からだったが、本作では序盤から登場する。また本作から瞳にハイライトが描かれている。
- 闇の書の自動防衛システムに、テレビアニメ版では「闇の書の闇」と言われていたが、本作では「ナハトヴァール[4]」という名称がついている。
- フェイトに関する内容が変更されている[注 2]。
- 本作ではグレアムが登場しないため、ストレージデバイスのデュランダルの登場経緯が異なっている。
- クライド・ハラオウンの死因が若干変更されている。
- テレビアニメ版ではヴォルケンリッターを闇の書に蒐集したのは仮面の戦士に姿を変えたリーゼアリアとリーゼロッテだったが、本作ではナハトヴァールの暴走によって蒐集される。
- 終盤のナハトヴァールとの戦いでは、リインフォースもなのはやはやて達と協力して戦っている。
- クロノとエイミィの関係がより親密に描かれている

など。

## 声の出演
担当声優はテレビアニメ版とほぼ同じ。※レティ・ロウランのみ大原さやかが担当している。
- 高町なのは - 田村ゆかり
- フェイト・テスタロッサ、アリシア・テスタロッサ - 水樹奈々
- 八神はやて - 植田佳奈
- シグナム - 清水香里
- ヴィータ - 真田アサミ
- シャマル - 柚木涼香
- ザフィーラ - 一条和矢
- 闇の書の意志/リインフォース（初代） - 小林沙苗
- リンディ・ハラオウン - 久川綾
- クロノ・ハラオウン - 高橋美佳子
- レティ・ロウラン - 大原さやか（※テレビアニメ版は鈴木菜穂子）
- ユーノ・スクライア - 水橋かおり
- アルフ - 桑谷夏子
- エイミィ・リミエッタ - 松岡由貴
- アレックス - 平井啓二
- ランディ - 柿原徹也
- マリエル・アテンザ - 阪田佳代
- アリサ・バニングス - 釘宮理恵
- 月村すずか - 清水愛
- 石田医師 - 佐久間紅美
- プレシア・テスタロッサ - 五十嵐麗
- リニス - 浅野真澄
- リインフォースII - ゆかな[注 1]
- 担任教師 - 中村知子
- レイジングハート - Donna Burke
- バルディッシュ - Kevin J.England
- 闇の書（ナハトヴァール）、クラールヴィント - Alexandra Haefelin
- レヴァンティン、グラーフアイゼン - Tetsuya Kakihara
- デュランダル - Wayne Doster（テレビアニメ版ではThomas King）

このほか役名不明ながら、青木強、松本忍、内匠靖明も出演している。

## スタッフ
- 原作・脚本 - 都築真紀
- 監督 - 草川啓造
- キャラクターデザイン・総作画監督 - 奥田泰弘
- デバイスデザイン・デバイス作画監督 - 宮澤努
- クリーチャーデザイン・クリーチャー作画監督 - 小田裕康
- エフェクト作画監督 - 牟田口裕基
- グラフィックデザイン - 伊藤康行
- プロップデザイン - 益田賢治
- 絵コンテ - 草川啓造、岩井優器、田中宏紀、水野和則、福田道生、坂田純一、宮澤努、阿部望、小原雄一
- 演出 - 草川啓造、小平麻紀、玉木慎吾、高山秀樹
- 作画監督 - 橋本貴吉、長町英樹、若山政志、井畑翔太、諸石康太、金子匡邦、鳥宏明、桜井正明、小林利充、臼田美夫、野口孝行、宮地聡子
- 美術監督 - 片平真司
- 色彩設計 - 田崎智子
- 撮影監督 - 北岡正
- 編集 - 関一彦
- 音響監督 - 明田川仁
- 音楽 - 中條美沙
- プロデューサー - 三嶋章夫、田中辰弥、清水博之
- アニメーション制作 - セブン・アークス
- 企画・製作 - NANOHA The MOVIE 2nd A's PROJECT（キングレコード、セブン・アークス、ドワンゴ、東宝、松竹、アニプレックス）[注 3]
- 配給 - アニプレックス

## 主題歌
主題歌「BRIGHT STREAM」
作詞 - 水樹奈々 / 作曲 - 吉木絵里子 / 編曲 - 藤間仁（Elements Garden） / 歌 - 水樹奈々（キングレコード）
エンディングテーマ「微笑みのプルマージュ」
作詞 - 松井五郎 / 作曲 - 太田雅友 / 編曲 - 太田雅友 / 歌 - 田村ゆかり（キングレコード）
挿入歌「Sacred Force」
作詞 - Hibiki / 作曲 - しほり / 編曲 - 藤間仁（Elements Garden） / 歌 - 水樹奈々（キングレコード）
挿入歌「Snow Rain 〜Ver.Holy Night〜」
作詞 - 都築真紀 / 作曲 - happy soulman / 編曲 - 高瀬一矢（I've） / 歌 - 植田佳奈
テレビアニメ版第11話の挿入歌として用いられた同名曲「Snow Rain」をI'veの高瀬により新たにアレンジしたもの。

## ミニピクチャードラマ
ミニピクチャードラマ〜魔法家族リリカルヴォルケン〜
ミニピクチャードラマ〜医療少女メディカルシャマル〜
Blu-ray/DVDに収録の映像特典。予告編風。イラストはリリカルヴォルケンが依河和希、メディカルシャマルは藤真拓哉。

## ラジオ番組
本作の公開に会わせて、2012年7月7日から9月29日まで『RADIOアニメロミックス ラジオStrikerS 2nd』が文化放送にて放送された。パーソナリティーは高橋美佳子。

### 放送時間
- 文化放送 毎週土曜日24:30 - 25:00
- アニメロチャンネル 毎週月曜日 18:00更新

### ゲスト
| 放送回           | ゲスト出演者         |
| ---------------- | -------------------- |
| 第01回           | 田村ゆかり           |
| 第02回           | 田村ゆかり           |
| 第03回           | 清水香里、真田アサミ |
| 第04回           | 清水香里、真田アサミ |
| 第05回           | 柚木涼香             |
| 第06回           | 柚木涼香             |
| 第07回           | 植田佳奈             |
| 第08回           | 植田佳奈             |
| 第09回           | 久川綾               |
| 第10回           | ゆかな               |
| 第11回           | 水橋かおり           |
| 第12回           | 柚木涼香、一条和矢   |
| 第13回（最終回） | 柚木涼香、一条和矢   |

前シリーズ『ラジオStrikerS』で出演できなかった植田と清水の両名も、本シリーズは本枠の関西地区へのネットが終了しているため出演している。一方、本シリーズは水樹奈々は、別の局の出演番組が重なっているためか、シリーズの主要担当声優でありながら、CMのみ出演で番組本編には出演しなかった。

## 関連作品

### CD
キングレコードより発売。
- 魔法少女リリカルなのは The MOVIE 2nd A's ドラマCD付特別鑑賞券 Side-T（2011年12月29日、コミックマーケット限定販売）
  - 『魔法少女リリカルなのはViVid』のキャラクターも出演。『-THE GEARS OF DESTINY-』も含めて未映像化のキャラクターのうち、コロナを福圓美里、リオを喜多村英梨、ミウラを伊藤かな恵が担当。
- 魔法少女リリカルなのは The MOVIE 2nd A's ドラマCD付特別鑑賞券 Side-Y（2011年12月29日、コミックマーケット限定販売）
  - 『魔法戦記リリカルなのはForce』のキャラクターも出演。
- 魔法少女リリカルなのは The MOVIE 2nd A's Original Sound Track（2012年7月14日発売、品番：KICA-2508/9）
  - DISC2に挿入歌「Snow Rain 〜Ver.Holy Night〜」収録。
- Snow Rain 〜Unison-trilogy〜（2013年4月24日、リリカル・パーティV先行販売）

### Blu-ray/DVD
2013年3月22日発売。発売･販売元はキングレコード
- 魔法少女リリカルなのは The MOVIE 2nd A's 通常版（Blu-ray/DVDでリリース）
- 魔法少女リリカルなのは The MOVIE 2nd A's 特装版（2枚組、Blu-ray/DVDでリリース）
- 魔法少女リリカルなのは The MOVIE 2nd A's 超特装版（3枚組（Blu-ray）、4枚組（DVD）、Blu-ray/DVDでリリース）

キャラクターコメンタリー出演
- 高町なのは：田村ゆかり
- フェイト・T・ハラオウン：水樹奈々
- 八神はやて：植田佳奈
- シグナム：清水香里
- ヴィータ：真田アサミ
- シャマル：柚木涼香
- ザフィーラ：一条和矢
- リインフォースII：ゆかな
- アギト：亀岡真美
- ルーテシア・アルピーノ：桑谷夏子
- スバル・ナカジマ：斎藤千和
- ティアナ・ランスター：中原麻衣
- エリオ・モンディアル：井上麻里奈
- キャロ・ル・ルシエ：高橋美佳子
- ユーノ・スクライア、高町ヴィヴィオ：水橋かおり
- クロノ・ハラオウン：杉田智和
- アインハルト・ストラトス：能登麻美子
- コロナ・ティミル：福圓美里
- リオ・ウェズリー：喜多村英梨
- ミウラ・リナルディ：伊藤かな恵

### 食品
敷島製パン製造、サークルKサンクスより発売。
- 魔法少女リリカルなのは The MOVIE 2nd A's バームクーパン【スイートキャラメル】
  - キャラメル風味の生地にキャラメルクリームを挟んだバウムクーヘン状の菓子パン。2012年6月販売、2012年8月現在販売終了。

## イベント
リリカル☆パーティV
2013年3月23日と24日に横浜アリーナで開催。このイベントで、劇場版第3作目となる『魔法少女リリカルなのは The MOVIE 3rd Reflection』の制作が発表された。

## テレビ放送
2024年11月10日から「魔法少女リリカルなのは 20周年記念セレクション」内で、魔法少女リリカルなのは The MOVIE 1stに引き続き本作の編集版がテレビ放送された。全6話（第6話 - 第11話）。放送後、各配信プラットフォームにて順次配信された。
| 話数   | サブタイトル | 放送日          |
| ------ | ------------ | --------------- |
| 第6話  | 約束の日     | 2024年 11月10日 |
| 第7話  | Sky Dancing  | 11月17日        |
| 第8話  | 真実の鎖     | 11月24日        |
| 第9話  | NachtWal     | 12月1日         |
| 第10話 | Snow Rain    | 12月8日         |
| 第11話 | 永遠の絆     | 12月15日        |

| 放送期間                  | 放送時間                     | 放送局   | 対象地域 | 備考                  |
| ------------------------- | ---------------------------- | -------- | -------- | --------------------- |
| 2024年11月10日 - 12月15日 | 日曜 1:30 - 2:00（土曜深夜） | TOKYO MX | 東京都   |                       |
|                           |                              | BS11     | 日本全域 | BS放送 / 『ANIME+』枠 |